# Distrito de Parbhani
Parbhani (en maratí; परभणी जिल्हा ) es un distrito de India, parte de la división de Aurangabad en el estado de Maharastra . 
Comprende una superficie de 6512 km².
El centro administrativo es la ciudad de Parbhani.

## Demografía
Según censo 2011 contaba con una población total de 1835982 habitantes.